# اندرسون‌ویل (تنسی)
اندرسون‌ویل(به انگلیسی: Andersonville) شهری در ایالت تنسی کشور ایالات متحده آمریکا است که جمعیت آن در سرشماری سال ۲۰۱۰ میلادی، ۴۷۲ نفر بوده‌است.